# Basilique Sainte-Croix de la Via Flaminia

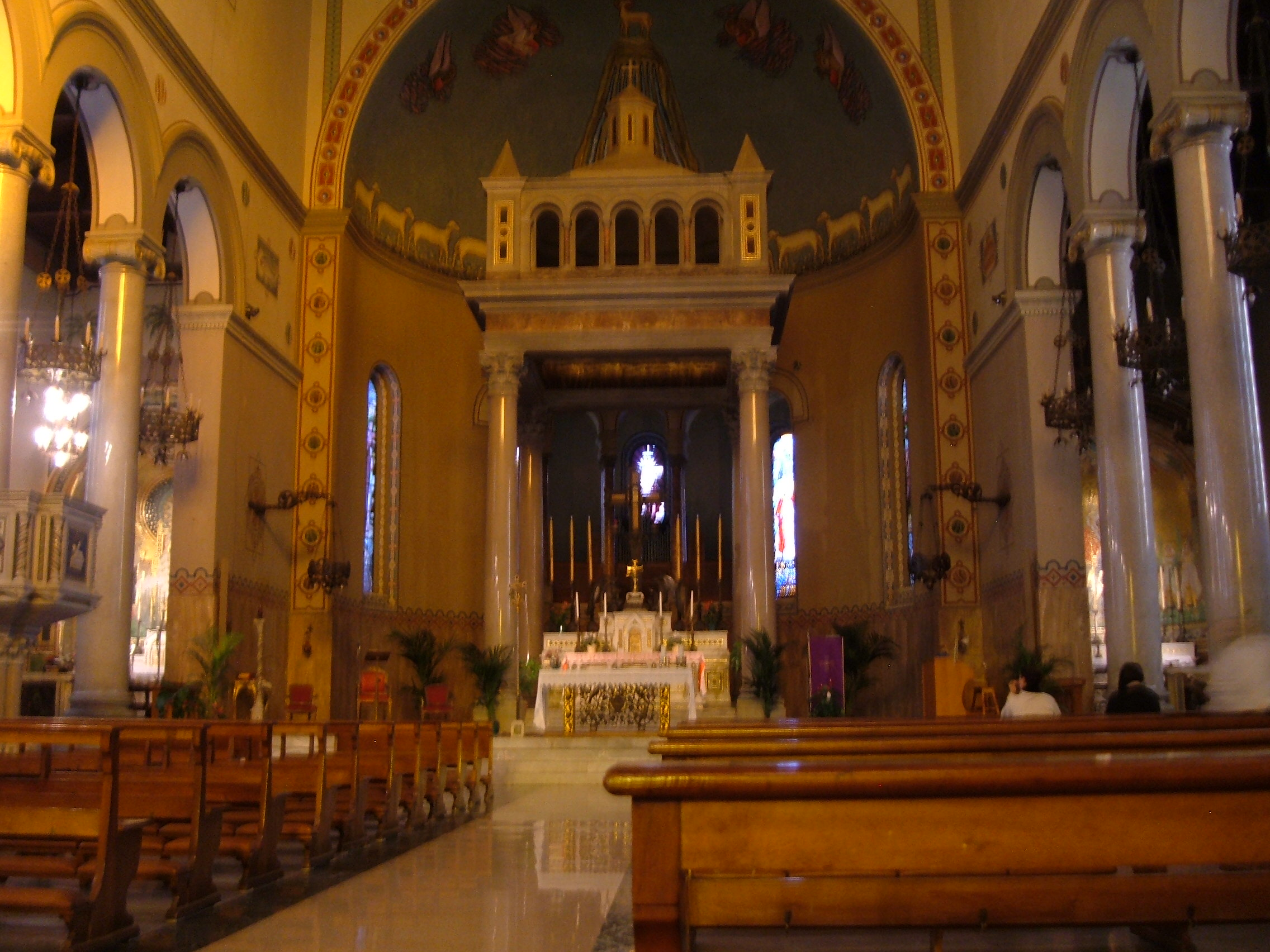
Intérieur de la basilique.

La basilique Sainte-Croix de la Via Flaminia (en italien : Basilica di Santa Croca a Via Flaminia) est une église catholique de la ville de Rome située dans le quartier de Flaminio, via Flaminia. Elle est le siège de l'ordre sacré et militaire constantinien de Saint-Georges. 

## Historique
Construite en 1913 en style néo-roman, par l'architecte Aristide Leonori pour célébrer l'anniversaire de l'édit de Milan (313), elle a été élevée au rang de basilique mineure par Paul VI le 12 mai 1964 et l'année suivante elle est devenue le siège du titre cardinalice homonyme.
Ses paroissiens sont au nombre de quarante mille fidèles environ. Parmi les prêtres ayant desservi la paroisse, l'on peut distinguer le philosophe Cornelio Fabro (1911-1995) qui fut ici directeur de la communauté des prêtres de la congrégation des Stigmates, fondée par Gaspard Bertoni (1774-1853).

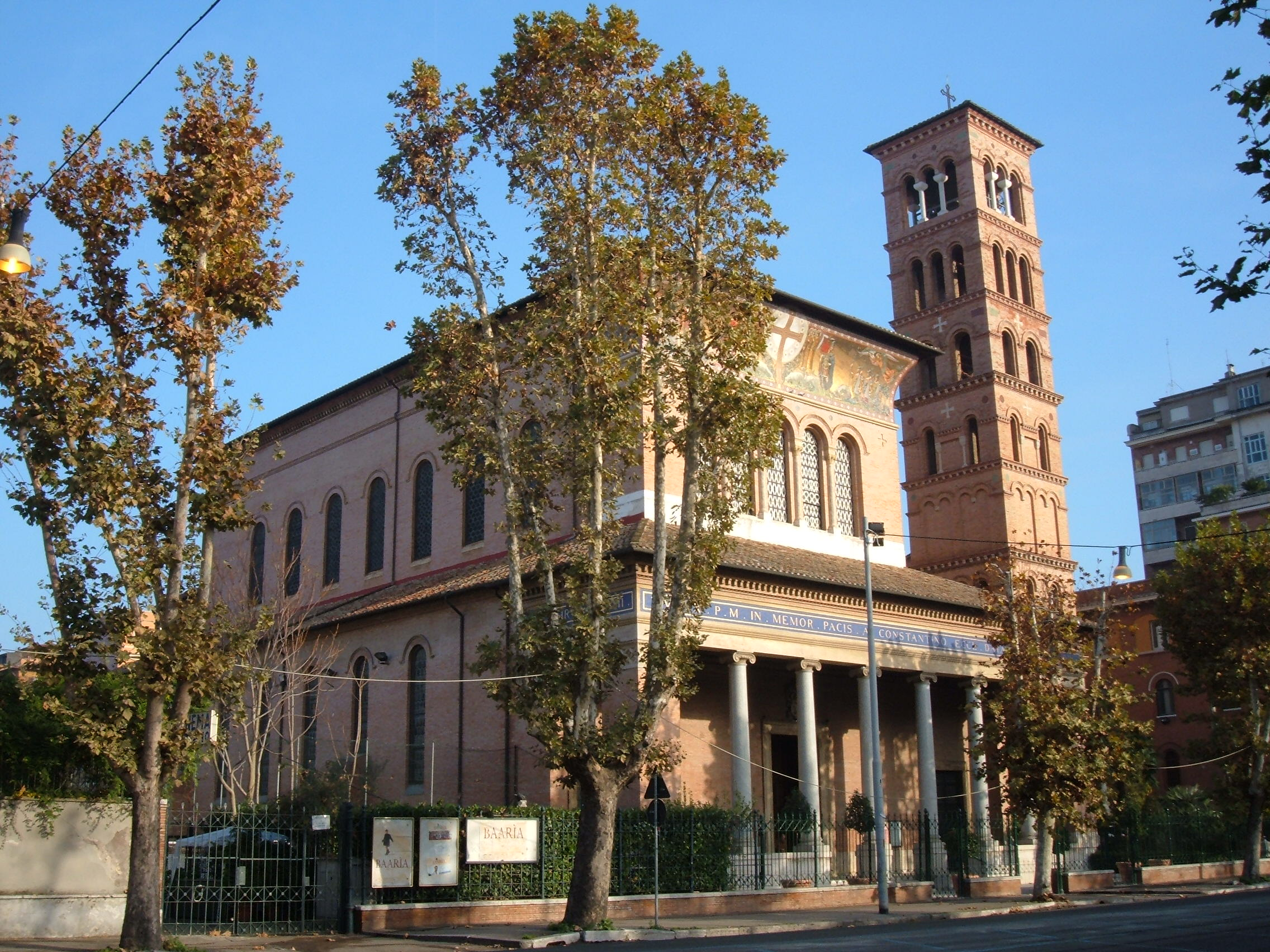
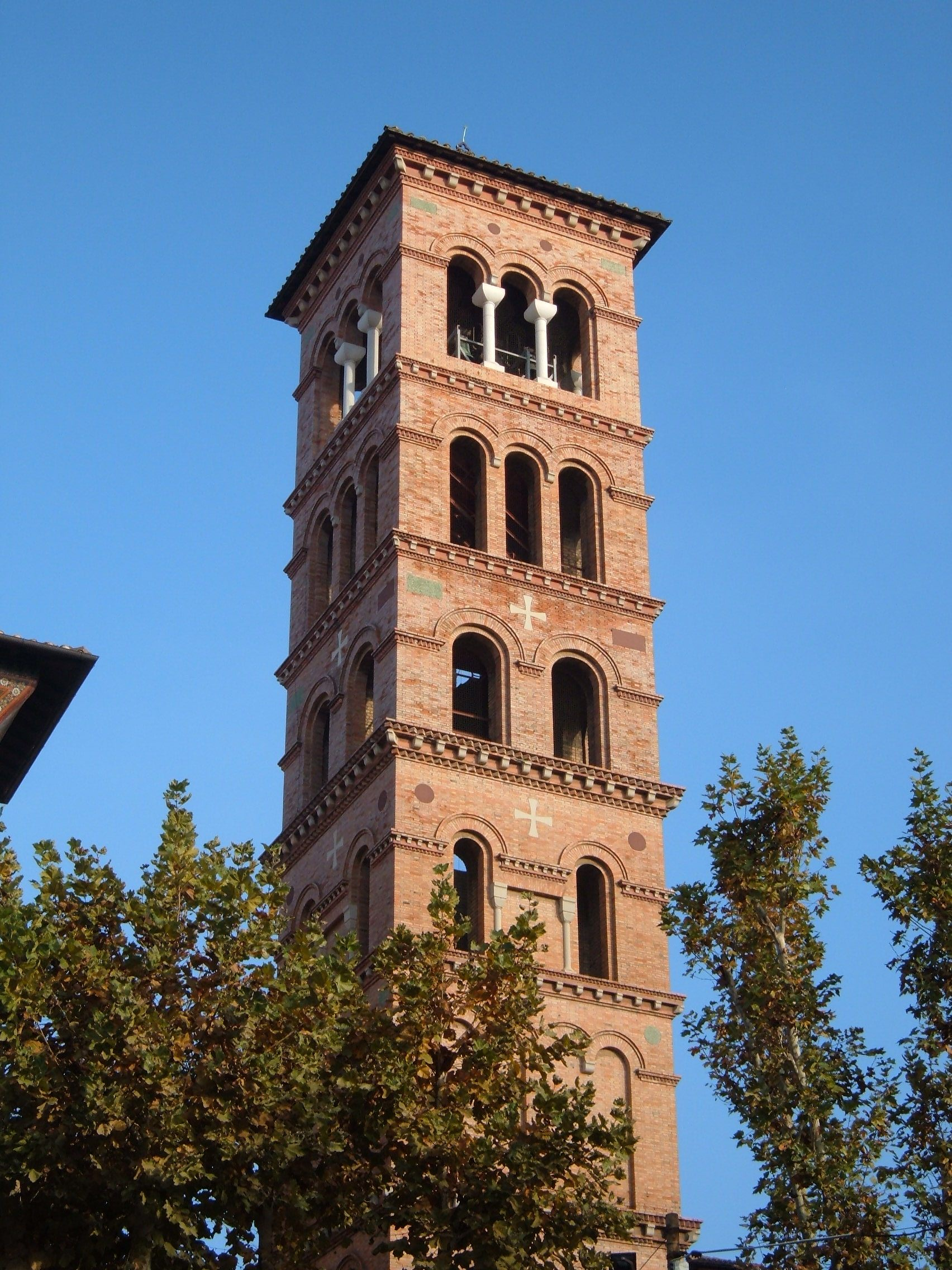
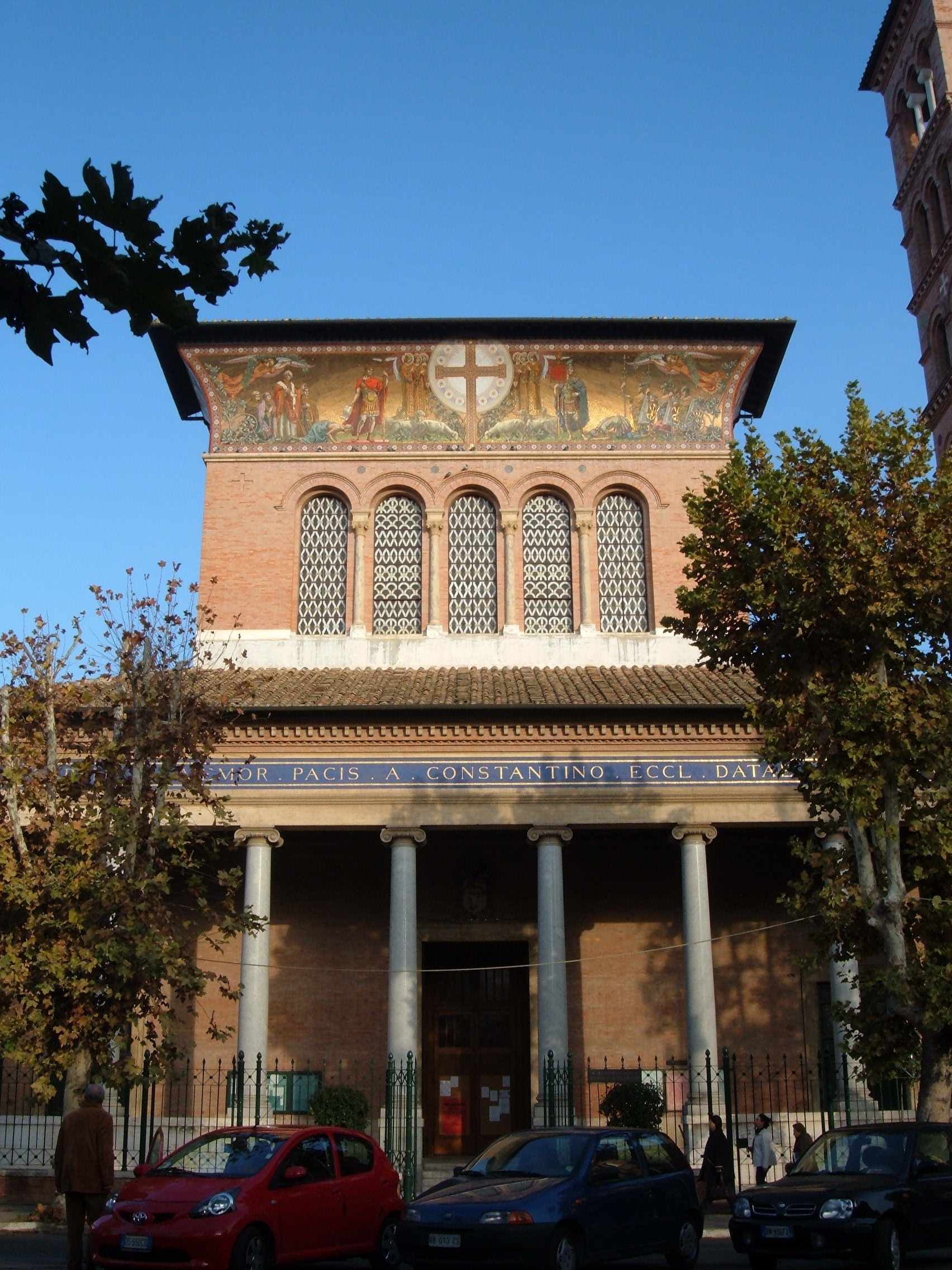
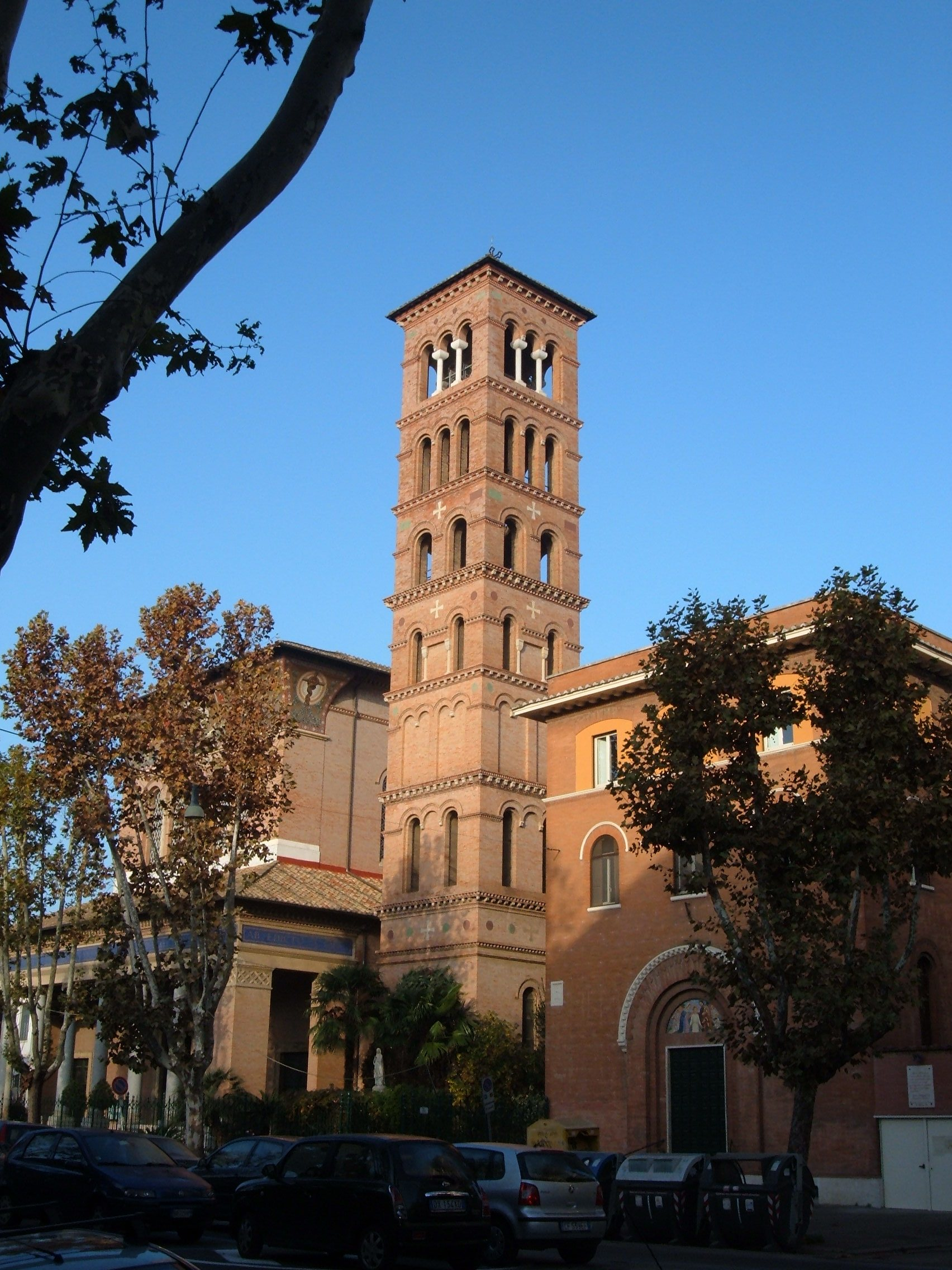